# 吉村章太郎
吉村 章太郎（よしむら しょうたろう、1949年2月13日 - ）は、日本の実業家。

## 人物・経歴
福岡県久留米市に生まれる。1968年福岡県立修猷館高等学校を経て、1972年京都大学経済学部を卒業。京都大学では大野英二教授の元で経済政策を学んでいる。
1972年三菱化成工業（後に三菱化学となり現在は三菱ケミカル）に入社。2001年4月三菱化学経理部長、2003年6月三菱化学執行役員グループ経営室長、2005年10月三菱ケミカルホールディングス（現・三菱ケミカルグループ）執行役員経営管理室長を兼務し、2006年4月三菱ケミカルホールディングス常務執行役員兼三菱化学常務執行役員、2006年6月三菱ケミカルホールディングス取締役常務執行役員兼三菱化学取締役常務執行役員、2009年4月三菱ケミカルホールディングス代表取締役常務執行役員兼三菱化学取締役常務執行役員、2010年6月三菱ケミカルホールディングス代表取締役専務執行役員兼三菱化学取締役専務執行役員を経て、2012年4月三菱ケミカルホールディングス代表取締役副社長執行役員兼三菱樹脂（現・三菱ケミカル）取締役に就任。2012年6月大陽日酸（現・日本酸素ホールディングス）取締役、2014年4月三菱ケミカルホールディングス取締役となり、2014年6月大陽日酸代表取締役会長に就任。2018年6月同顧問となる。